# Папрењак
Папрењак је традиционални бисквит произведен у Хрватској. Овај необични бисквит садржи јединствену мешавину меда и црног бибера. Главни састојци су шећерни сируп или мед, путер или маст, јаја, ораси (или лешници), бибер и разни зачини (каранфилић, цимет, мушкатни орашчић). Осим по састојцима, Папрењак је јединствен и по својим калупима пресованим мотивима којима се украшава бисквит.

## Хрватска традиција
Њихово порекло је нејасно, али се зна да су постојали у 16. веку током ренесансе. Традиционално, у старија времена, хрватски народ је правио папрењак током целе године, а у новије време је породична традиција у многим домовима да се папрењак прави за Божић – приредба на којој би се окупила цела породица, мајке и баке да праве тесто и деца да за Божић штанцају папрењаке.
Хрватски писац Аугуст Шеноа представио је бисквит у роману "Златарово злато" објављеном 1871:
| „ | Пришивак папрењарка пако над‌јенуше јој зато: у свему граду не бијаше ни великашке ни грађанске жене која би умијела мијесити папрењаке као што Магда. Стога је било и светком и петком доста јагме за њезиним папрењацима, и сам варошки судац Иван Блажековић знао је кадшто оставити лијеп динар у њезиној кеси! | ” |

Квадратни папрењак се украшава дрвеном пресом, утискивањем шаре на бисквиту. Ови обрасци су традиционално били пагански и хришћански симболи, као што су риба, пшеница или сунце. Данас се папрењак прави у неколико облика, попут медењака, звезда, дрвећа итд.